# Eunidia flavointerruptovittata
Eunidia flavointerruptovittata är en skalbaggsart som beskrevs av Stefan von Breuning 1969. Eunidia flavointerruptovittata ingår i släktet Eunidia och familjen långhorningar. Inga underarter finns listade i Catalogue of Life.